# Pays de Bredenarde
Le pays de Bredenarde est un ancien pays du nord de la France, dans l'actuel département du Pas-de-Calais, qui avait pour chef-lieu Audruicq.

## Géographie
Situé presque à l'extrémité septentrionale du département du Pas-de-Calais, le pays de Bredenarde est borné au nord et à l'est par le canal de Saint-Omer à Calais, au sud par le territoire de Muncq-Nieurlet et de Recques-sur-Hem, et à l'ouest par la petite rivière de Nielles-lès-Ardres (dite du Rossignol). Son territoire comprenait quatre paroisses :
- Audruicq
- Nortkerque
- Polincove
- Zutkerque

## Toponymie
Le nom est attesté sous les formes Bredenarda en 1084 ; Bredenarde en 1116 ; Hæc siquidem terra a latitudine pasturæ vulgo Bredenarda dicta est, raro frequentata habitatione… au XIIIe siècle et Pays de Brédenard en 1623.

## Histoire
Le pays de Bredenarde était l'un des quatre membres qui composaient le comté de Guînes, avec les châtellenies de Guînes, de Tournehem et d'Ardres. L'un des premiers témoignages concernant cette circonscription est la Chronique de Guînes et Ardres, par Lambert d'Ardres (1203). A la fondation de l'abbaye Saint-Médard d'Andres, le comte de Guînes Baudouin Ier de Guînes la dote de nombreuses terres dont certaines situées à Bredenarde. Le pays de Bredenarde est lui-même devenu une châtellenie par la suite.
En 1116, Manassès de Bredenarde et son fils Florent, du consentement du comte de Guînes Manassès Ier de Guînes et de sa femme Emma, vendent à l'abbaye Saint-Médard d'Andres, moyennant six livres, la juridiction sur toute la terre qui avait appartenu à Guffrid, oncle de Manassès.
Le comte de Guînes, Manassès, confirme en 1120, une donation faite à l'abbaye Saint-Léonard de Guînes par Amaury (dit aussi Amofric) de Bredenarde,.
À la mort de Manassès en 1137, le pays de Bredenarde se retrouve pris dans le conflit qui oppose les prétendants : la petite-fille de Manassès Béatrix de Bourbourg, héritière légitime et Arnould de Gand, futur Arnould Ier de Guînes. Les partisans de Béatrix sont venus s'enfermer dans la citadelle d'Audruicq, assiégée par Arnould qui finit par l'emporter. Puis, un nouveau siège a lieu à Aumerval, château-fort situé près d'Audruicq. Aumerval avait été construit dans le passé par Omer, du pays de Bredenarde, de la famille de Echardz, avec le souci de brider la puissance des comtes de Guînes, mais depuis était en mauvais état. Henri Ier de Bourbourg, châtelain de Bourbourg, (famille de Bourbourg), père et défenseur de Béatrix, l'avait fait reconstruire et en avait augmenté les fortifications. Il s'y était enfermé avec l'intention de reprendre le pays de Bredenarde, mais assiégé par Arnould de Gand, il doit l'abandonner.
En 1146-1147, Marcille de Bredenarde accompagne le comte de Flandre Thierry d'Alsace lors de la deuxième croisade.
Vers 1178, le comte Baudouin II de Guînes termine les différends existant entre Guillaume de Bredenarde et l'abbaye d'Andres au sujet d'un bien appartenant à ce monastère. Selon un autre acte du même comte datant de 1185, Guillaume de Bredenarde est le frère de Charles de Bredenarde.
Au XIIIe siècle, comme d'autres cités du comté, le pays de Bredenarde dispose d'une administration communale relativement autonome par rapport au comte de Guînes, (commune médiévale) : en 1254, Arnould III de Guînes déclare devoir à ses échevins de Guînes, Ardres, Audervic (Audruicq), et du pays de Bredenarde la somme de 20 700 livres parisis qu'ils avaient payé pour sa rançon. En juillet 1272, le même comte de Guînes et son fils Baudouin IV de Guînes, châtelain de Bourbourg, seigneur d'Ardres, d'Auderwicq, de Bredenarde, confirment aux habitants de Bredenarde, la coutume de Bailleul, charte accordant une certaine autonomie communale, déjà évoquée, (les puissants de l'époque prennent souvent pour modèle dans ces cas là une charte déjà existante), et le droit de tenir et de garder l'usage dit en flamand Meinschewic (coutume dérogeant aux règles fixées pour le comté et découlant de la coutume de Bailleul). Le lendemain, le comte et son fils confirment les privilèges du village d'Auderwicq (Audruicq). Sept ans plus tard, en 1279, Baudouin IV réaffirme ces droits du pays de Bredenarde aux échevins des quatre paroisses de celui-ci : Nordkerque, Sudkerque, Poinchon, Auderwicq.
En 1283, Baudouin IV a réclamé en vain de pouvoir récupérer le comté de Guînes vendu par son père au roi de France. En 1293, Baudouin émet une nouvelle plainte devant le Parlement de Paris, contre le roi, cette fois au sujet des moulins du pays de Bredenarde, sans plus de succès.
Fin 1556, début 1557, les hostilités reprennent entre la France d'Henri II et l'Espagne de Philippe II. Le pays de Bredenarde inclus dans la zone entourant Calais, alors aux mains des Anglais alliés de l'Espagne, est ravagé par des troupes françaises.
Le 30 octobre 1603, est rendue une sentence de noblesse pour Philippe de La Palme, seigneur de Campaignes, demeurant à Bredenarde. Il a pour armes « Vairé d'or et d'azur au quartier d'or, à la fasce de gueules ».
Le 7 juillet 1605, sont données à Bruxelles des lettres d'anoblissement pour Nicolas Daens, seigneur de Bonnichit, alias Bovinchiet, Parquet, Chelers en partie, natif du pays de Bredenarde et enregistrées le pénultième février 1606 moyennant finance de trois cents livres d'Artois. Nicolas Daens demeure à Saint-Omer, est le fils de Jacques Daens, en son vivant seigneur de Bonnichit, Parquet, et d'Anne Brunninck. Le dit Jacques, fils de Guillaume Daens, seigneur de Bonnichit, qui demeurait au pays de Bredenarde, et qui a toujours vécu honorablement, portant armoiries comme son fils Jacques lequel a longtemps servi l'empereur Charles Quint sous le comte de Rœux, puis est mort il y a environ quarante ans vivant de ses biens, sans faire aucun acte de dérogeance. Sa mère Anne Brunninck, fille de Michel, issu de noble génération : Michel Brunninck avait pris du service à la suite du seigneur de la Motte, s'était trouvé en différentes expéditions contre le duc d'Alençon, prince d'Orange, Lanone, etc, puis nommé par le seigneur de la Motte, capitaine du pays de Bredenarde « avec pouvoir d'établir lieutenants, sergeants, officiers de guerre, assembler en troupes et armes, sous son enseigne et tambourg, ceux du pays de Bredenarde, pour repousser toutes les invasions de l'ennemi », (à l'époque la France), ce qu'il avait fait pendant l'espace de 9 à 10 ans, vivant en gentilhomme. Nicolas Daens s'est marié à demoiselle de Fernacles, dame de la Haye, reconnue de très noble extraction, puis a épousé Anne de Bavelinge, dame de Chelers, dont la noblesse est très notoire en Artois. Feu Nicolas Daens, cousin germain de son père, était vice-amiral des côtes maritimes du comté de Flandre. Il est fort difficile d'établir l'extraction de son grand-père, mort il y a plus de 80 ans, le pays de Bredenarde, situé à une demi-lieue de la ville d'Ardres, ayant été totalement ruiné et brûlé de nombreuses fois pendant les guerres, en 1595 avec l'église de Zintkercke (Zutkerque) où se voyaient dans le chœur, des verrières avec les armes de ses ancêtres tant paternels que maternels. Nicolas Daens a pour armes « De gueules à trois fasces d'argent, l'écu timbré » avec pour cimier : une tête de more avec un turban (ce qui en langage d'héraldique laisse supposer un lien avec les croisades.
En 1636, la frontière entre les territoires contrôlés par l'Espagne, au nord vers Bergues, Dunkerque, et ceux sous domination française au sud depuis la reprise de Calais par la France, passe par le pays de Bredenarde ou à proximité de celui-ci. Cette année là, des troupes françaises venant de la garnison d'Ardres font des incursions fréquentes, les paysans du Bredenarde et du pays de l'Angle se réfugient dans la châtellenie de Bourbourg, dont les habitants doivent assurer la garde à pied et à cheval le long de l'Aa de Watten à Gravelines. Les français réussissent néanmoins à s'infiltrer en profitant des gués à marée basse et font des ravages.
Le 20 octobre 1739, les autorités du pays de Bredenarde ont été convoquées à Saint-Omer, salle de l'évêché, afin qu'il soit procédé par les délégués du Parlement de Paris à l'examen des coutumes de la châtellenie de Bredenarde.

## Personnalités
- Marie-Cécile-Charlotte de Laurétan, baronne de Draëk (1747-1823),  surnommée La Dame aux Loups, est une personnalité marquante du Pays de Bredenarde. Née et morte à Zutkerque, elle s'est constituée une réputation peu commune en menant pendant sa vie une chasse aux loups, alors calamité pour les éleveurs.

## Pour approfondir